# ديف إيفانز (موسيقي)
ديف إيفانز (بالإنجليزية: Dave Evans) هو موسيقي ومغني وملحن أمريكي، ولد في 24 يوليو 1950 في بورتسموث في الولايات المتحدة، وتوفي في 26 يونيو 2017 في كنتاكي في الولايات المتحدة.

## وصلات خارجية
- ديف إيفانز على موقع ميوزك برينز (الإنجليزية)
- ديف إيفانز على موقع أول ميوزيك (الإنجليزية)
- ديف إيفانز على موقع ديسكوغز (الإنجليزية)